# Simulium botulus
Simulium botulus är en tvåvingeart som beskrevs av John Smart och Clifford 1965. Simulium botulus ingår i släktet Simulium och familjen knott. Inga underarter finns listade i Catalogue of Life.